# Szóláti-patak
Szóláti-patak är ett vattendrag i Ungern.   Det ligger i provinsen Heves, i den centrala delen av landet, 100 km öster om huvudstaden Budapest.